# Dolné Mladonice
Dolné Mladonice (allemand : Untermladunitz,  hongrois : Alsólegénd) est un village et une municipalité de Slovaquie, situé dans le district de Krupina de la région de Banská Bystrica.

## Histoire

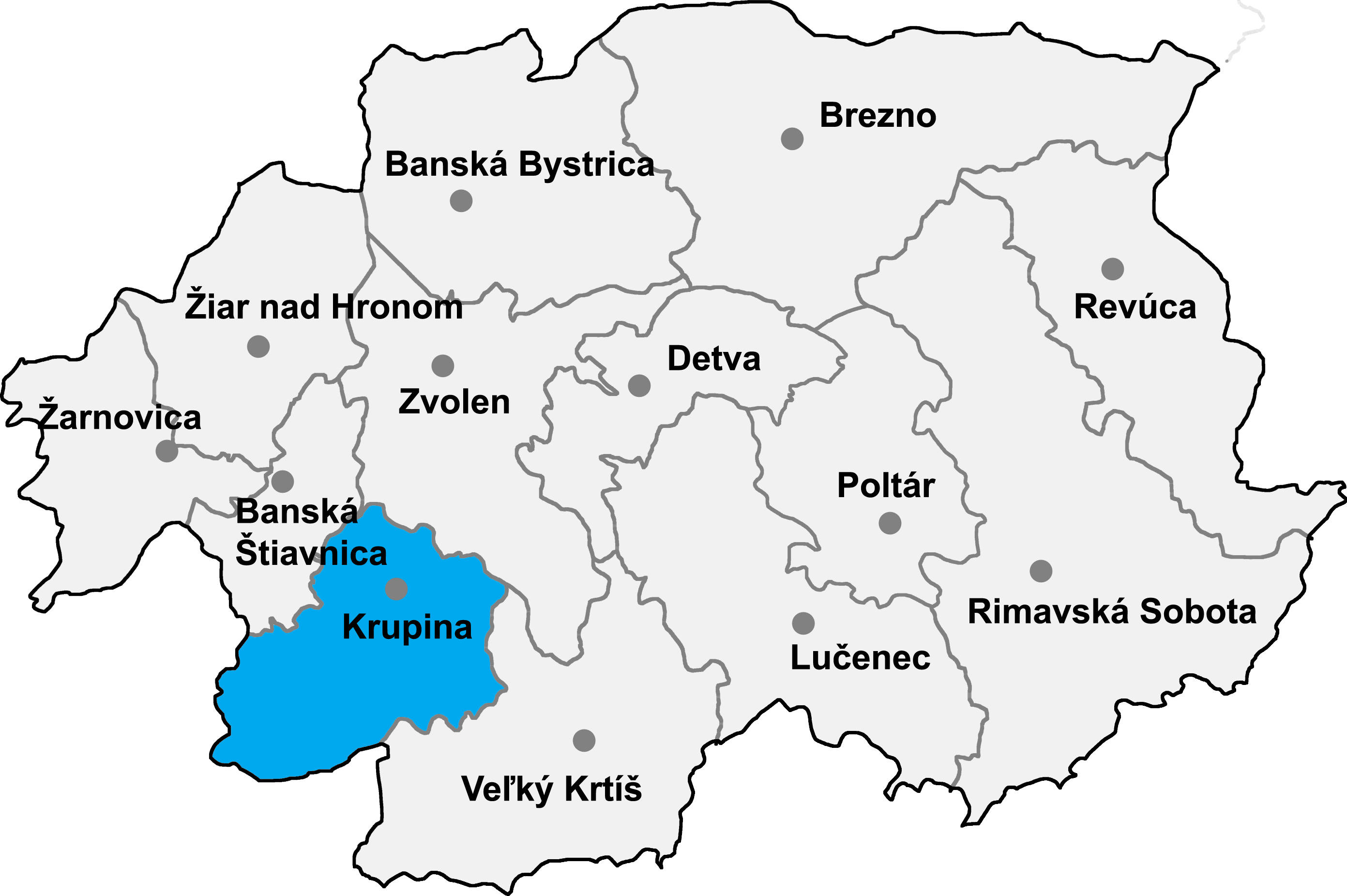
Le district de Krupina dans la région de Banská Bystrica.

La première mention écrite de Dolné Mladonice date de 1391. Nommé alors Legyend, avec une orthographe magyare, le village est peuplé de colons saxons de Lampert, installés ici par le clan Hont-Pázmány. Par la suite, il dépend de l'abbaye des Prémontrés de Bzovik, avant d'appartenir successivement aux familles Fáncsy et Balassa. En 1439, il est mentionné sous le nom de Mladonya. À partir de 1891, le toponyme hongrois officiel est Alsó-Mladonya. Après le traité de Trianon, le village appartient au district (hont) de Krupina du royaume de Hongrie. Durant la Seconde Guerre mondiale, de nombreux habitants participent au Soulèvement national slovaque. Après la guerre, le village est rattaché à la République tchécoslovaque. Lors de la partition de 1993, il revient à la Slovaquie.

## Démographie

### Évolution de la population
| Année:               | 1994. | 2004.    | 2014.    | 2024.   |
| -------------------- | ----- | -------- | -------- | ------- |
| Nombre de personnes: | 168   | 142      | 126      | 127     |
| Différence:          |       | -15,47 % | -11,26 % | +0,79 % |

| Année:               | 2023. | 2024.   |
| -------------------- | ----- | ------- |
| Nombre de personnes: | 132   | 127     |
| Différence:          |       | -3,78 % |

## Administration
L'indicatif téléphonique de Dolné Mladonice est le 421-45. Le village est dans le fuseau horaire Heure normale d'Europe centrale (UTC+1) et UTC+2 à l'heure d'été. Le conseil municipal est constitué de six membres, dont le maire et une adjointe.

## Démographie
En 1715, on recense quinze familles. En 1828, il y a 34 foyers. En 1910, la majorité de la population est slovaque. En 2011, la totalité de la population est slovaque.
| 1828 | 1910 | 2001 | 2005 | 2008 | 2009 | 2010 |
| ---- | ---- | ---- | ---- | ---- | ---- | ---- |
| 203  | 210  | 152  | 139  | 128  | 124  | 124  |

## Géographie

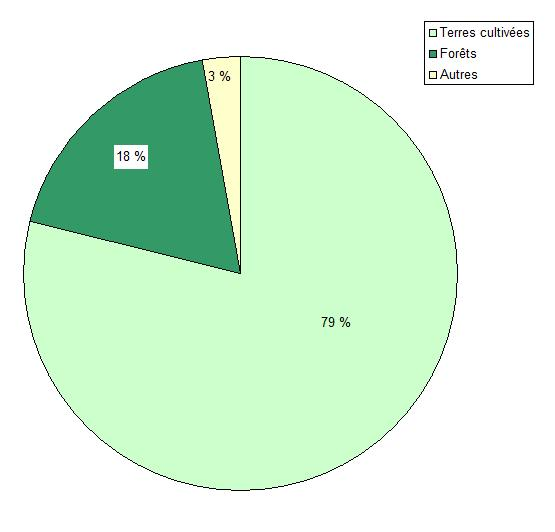
Occupation des sols, en 2011.

Dolné Mladonice est à l'est-sud-est de Krupina, à 8 km par la route, à 26 km au sud-est de Zvolen et à 151 km de Bratislava. Les communes limitrophes sont Jalšovík, Lackov et Zemiansky Vrbovok.
La municipalité est située dans la partie centrale du  Plateau de Krupina, qui fait partie des Hautes terres de Slovaquie centrale. Le territoire municipal comporte 5,065 km2 de terres agricoles et 1,185 km2 de forêts. Les plans d'eau occupent 2 ha. Le marais de Demianovka est à 200 m au nord du village.

## Économie
Les principales ressources de Dolné Mladonice sont l'agriculture et la viticulture. Le village est également renommé pour ses dentelles.

## Sites et monuments
Le village de Dolné Mladonice conserve de nombreuses habitations traditionnelles du XIXe siècle. L'église catholique romaine date de 1925.

## Transports
L'aéroport le plus proche de Dolné Mladonice est celui de Sliač, à 33,9 km.

## Tourisme
Il n'existe pas d'hébergement touristique à Dolné Mladonice. L'hôtel le plus proche se trouve à Kráľová, à 19,6 km.

## Société

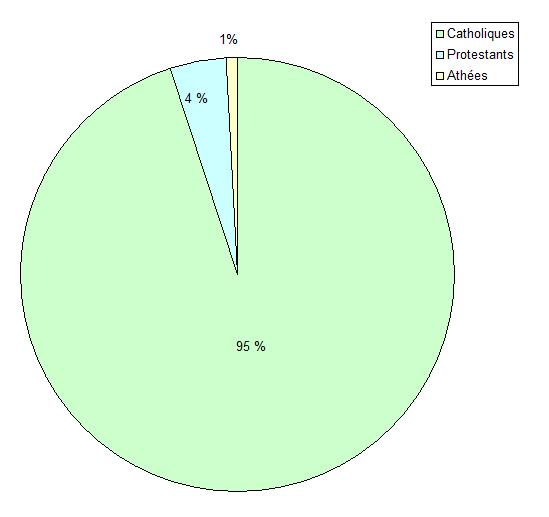
Composition religieuse de la population, en 2011.

La population de Dolné Mladonice compte 95 % de catholiques romains, 4,3 % de protestants et 0,7 % d'athées.